# Bryonuncia distincta
Bryonuncia distincta is een hooiwagen uit de familie Triaenonychidae. De wetenschappelijke naam van Bryonuncia distincta gaat terug op Hickman.